# Valerian Gracias

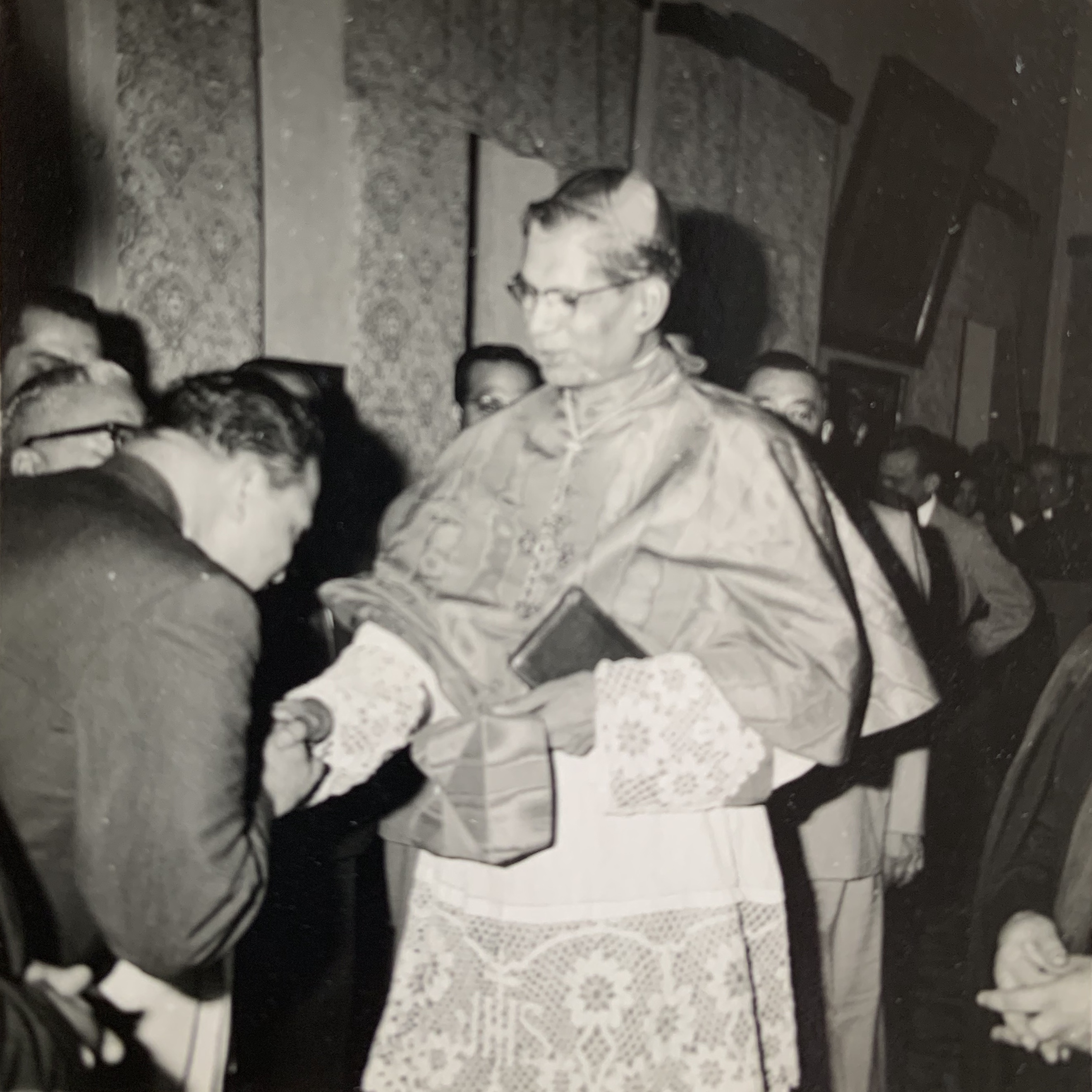
Kardinal Gracias beim Besuch in Malta (1958)

Valerian Kardinal Gracias (* 23. Oktober 1900 in Karatschi, Britisch-Indien; † 11. September 1978 in Bombay) war Erzbischof von Bombay.

## Leben
Valerian Gracias erhielt seine theologische und philosophische Ausbildung in Bangalore, Kandy und Rom. Er empfing am 3. Oktober 1926 das Sakrament der Priesterweihe und arbeitete anschließend als Gemeindeseelsorger in Bandra, einem Stadtteil von Bombay. Nach Abschluss weiterführender Studien wurde er im Jahre 1930 persönlicher Sekretär des Erzbischofs von Bombay. In den Jahren 1937 bis 1946 arbeitete er als Pfarrer und Herausgeber einer Zeitung in Bombay.
1946 ernannte ihn Papst Pius XII. zum Titularbischof von Thennesus und Weihbischof in Bombay. Die Bischofsweihe spendete ihm am 29. Juni 1946 der Erzbischof von Bombay Thomas Roberts SJ; Mitkonsekratoren waren Victor Fernandes, Bischof von Mangalore, und Thomas Pothacamury, Bischof von Bangalore. Papst Pius XII. ernannte ihn 1950 zum Erzbischof von Bombay. Am 12. Januar 1953 nahm er ihn als Kardinalpriester pro hac vice der Titelkirche Santa Maria in Via Lata in das Kardinalskollegium auf. Valerian Kardinal Gracias war der erste Inder, der zum Kardinal kreiert wurde. Er nahm am Konklave des Jahres 1958, am Zweiten Vatikanischen Konzil und am Konklave des Jahres 1963 teil. Dem ersten Konklave des Jahres 1978 konnte er aus Krankheitsgründen nicht beiwohnen. Valerian Kardinal Gracias starb am 11. September 1978 in Bombay und wurde in der dortigen Kathedrale beigesetzt.